# غلامحسین سرمدنیا
غلامحسین سرمدنیا (۱۳۲۷ - ۲۰ مهر ۱۳۷۳) پژوهشگر ایرانی و استادیار گروه زراعت دانشگاه صنعتی اصفهان بود.
او برای ترجمه کتاب جنبه‌های فیزیولوژیکی زراعت دیم برگزیدهٔ ششمین دورهٔ کتاب سال ایران شد.

## درگذشت
سرمدنیا در حادثهٔ سقوط پرواز ۷۴۶ هواپیمایی آسمان درگذشت.